# Liste kantonaler Volksabstimmungen des Kantons Glarus

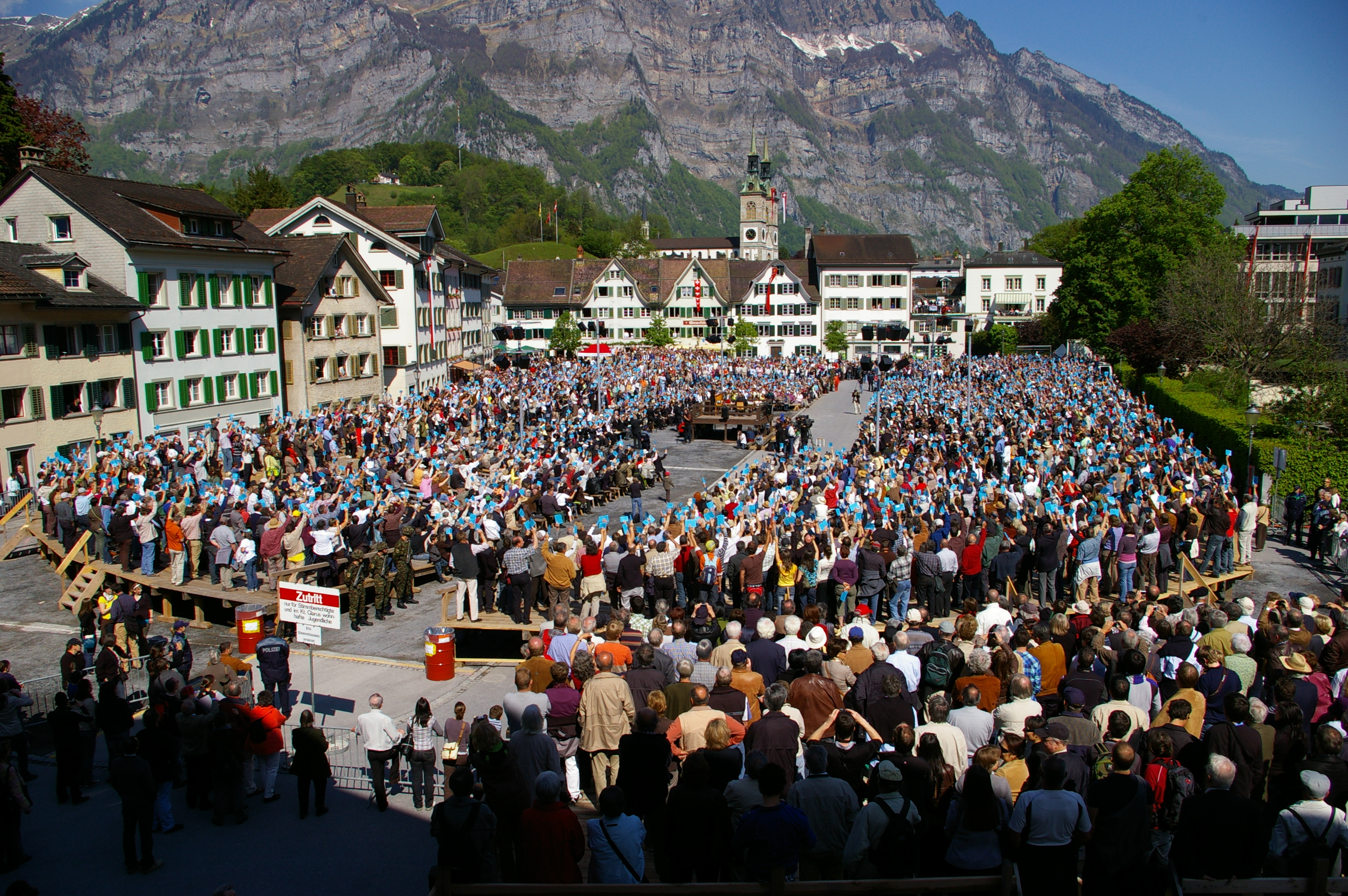
Glarner Landsgemeinde 2009

Die Liste kantonaler Volksabstimmungen des Kantons Glarus zeigt alle kantonale Volksabstimmungen des Kanton Glarus von 2010 bis 2020.
Kantonale Volksentscheide werden in Glarus an der Landsgemeinde beschlossen. Die Stimmberechtigten geben ihre Stimme durch Hochhalten ihres Stimmrechtsausweises ab, und der Landammann schätzt ab, wofür die Mehrheit gestimmt hat. Demzufolge stehen auch keine Zahlen zur Stimmbeteiligung oder Prozent Ja-Stimmen zur Verfügung.
An der Landsgemeinde finden auch die Wahlen verschiedener kantonaler Ämter statt, die nicht auf dieser Liste aufgeführt werden.

## Liste der Abstimmungen

### Landsgemeinde 2020
Aufgrund der COVID-19-Pandemie wurde die Landsgemeinde 2020 vom 3. Mai auf den 6. September verschoben.

### Landsgemeinde 2019
| Datum       | Titel der Vorlage | Titel der Vorlage | Resultat   |
| ----------- | --- | --- | ---------- |
| 5. Mai 2019 | Festsetzung des Steuerfusses für das Jahr 2020                                                                                           | Festsetzung des Steuerfusses für das Jahr 2020 | Angenommen |
| 5. Mai 2019 | Änderung des Gesetzes über die Einführung des Schweizerischen Zivilgesetzbuches im Kanton Glarus (Bereich Kindes- und Erwachsenenschutz) | Änderung des Gesetzes über die Einführung des Schweizerischen Zivilgesetzbuches im Kanton Glarus (Bereich Kindes- und Erwachsenenschutz)           | Angenommen |
| 5. Mai 2019 | Änderung des Gesetzes über das Gesundheitswesen (Förderung der medizinischen Grundversorgung)                                            | Änderung des Gesetzes über das Gesundheitswesen (Förderung der medizinischen Grundversorgung)                                                      | Angenommen |
| 5. Mai 2019 | Änderung des Publikationsgesetzes | Änderung des Publikationsgesetzes | Angenommen |
| 5. Mai 2019 | Memorialsantrag «Ladenöffnungszeiten am Samstag und an Feiertagen»                                                                       | Memorialsantrag «Ladenöffnungszeiten am Samstag und an Feiertagen»                                                                                 | Abgelehnt  |
| 5. Mai 2019 | Änderung des Steuerrechts: | |            |
| 5. Mai 2019 | | A. Anpassungen an das Steuerharmonisierungsgesetz / interkommunaler Wohnsitzwechsel                                                                | Angenommen |
| 5. Mai 2019 | | B. Bausteuerzuschlag für die Gemeinden | Angenommen |
| 5. Mai 2019 | | C. Memorialsantrag «Für eine faire Entlastung aller Steuerzahler und deren Familien: Selbstbezahlte Krankenkassenprämien von den Steuern abziehen» | Angenommen |
| 5. Mai 2019 | | D. Umsetzung des Bundesgesetzes über die Steuerreform und die AHV-Finanzierung (STAF) im Kanton Glarus                                             | Angenommen |
| 5. Mai 2019 | | E. Änderung des Finanzausgleichsgesetzes | Angenommen |
| 5. Mai 2019 | Änderung des Gesetzes über die öffentlichen Ruhetage                                                                                     | Änderung des Gesetzes über die öffentlichen Ruhetage                                                                                               | Abgelehnt  |

### Landsgemeinde 2018
| Datum       | Titel der Vorlage | Titel der Vorlage | Resultat                                                                                    |
| ----------- | --- | --- | ------------------------------------------------------------------------------------------- |
| 6. Mai 2018 | Festsetzung des Steuerfusses für das Jahr 2019 | Festsetzung des Steuerfusses für das Jahr 2019 | Angenommen                                                                                  |
| 6. Mai 2018 | Memorialsantrag «Änderung des Radroutengesetzes» | Memorialsantrag «Änderung des Radroutengesetzes» | Abgelehnt                                                                                   |
| 6. Mai 2018 | Memorialsantrag «Öffentlichkeitsprinzip/Öffentlichkeitsgesetz»                                                                                        | Memorialsantrag «Öffentlichkeitsprinzip/Öffentlichkeitsgesetz» | Angenommen                                                                                  |
| 6. Mai 2018 | Memorialsantrag «Ergänzung von Artikel 200 des Einführungsgesetzes zum Schweizerischen Zivilgesetzbuch» (Finanzierung Hochwasserschutz)               | Memorialsantrag «Ergänzung von Artikel 200 des Einführungsgesetzes zum Schweizerischen Zivilgesetzbuch» (Finanzierung Hochwasserschutz)                                                      | Abgelehnt                                                                                   |
| 6. Mai 2018 | Änderung des Einführungsgesetzes zum Bundesgesetz über den Umweltschutz                                                                               | Änderung des Einführungsgesetzes zum Bundesgesetz über den Umweltschutz | Angenommen                                                                                  |
| 6. Mai 2018 | Änderung des Einführungsgesetzes zum Tierschutzgesetz und zum Tierseuchengesetz                                                                       | Änderung des Einführungsgesetzes zum Tierschutzgesetz und zum Tierseuchengesetz | Angenommen                                                                                  |
| 6. Mai 2018 | Änderung des Einführungsgesetzes zum Bundesgesetz über den Schutz der Gewässer                                                                        | Änderung des Einführungsgesetzes zum Bundesgesetz über den Schutz der Gewässer | Angenommen                                                                                  |
| 6. Mai 2018 | Änderung des Einführungsgesetzes zu den Bundesgesetzen über die Landwirtschaft, über das bäuerliche Bodenrecht und über die landwirtschaftliche Pacht | Änderung des Einführungsgesetzes zu den Bundesgesetzen über die Landwirtschaft, über das bäuerliche Bodenrecht und über die landwirtschaftliche Pacht                                        | Angenommen                                                                                  |
| 6. Mai 2018 | Änderung des Gesetzes über den Finanzausgleich zwischen dem Kanton und den Gemeinden                                                                  | Änderung des Gesetzes über den Finanzausgleich zwischen dem Kanton und den Gemeinden | Angenommen                                                                                  |
| 6. Mai 2018 | Änderung des Gesetzes über die Förderung von Turnen und Sport:                                                                                        | |                                                                                             |
| 6. Mai 2018 | | A. Änderung des Gesetzes über die Förderung von Turnen und Sport | Angenommen                                                                                  |
| 6. Mai 2018 | | B. Gewährung eines erweiterten Kantonsbeitrags von maximal 18,7 Millionen Franken an die Sanierung und eines freien Beitrags von 5,9 Millionen Franken an die Erweiterung der Lintharena SGU | Angenommen                                                                                  |
| 6. Mai 2018 | | C. Gewährung eines Rahmenkredits über 20,1 Millionen Franken für die Jahre 2018–2022 für Beiträge an Sanierungen, Neu- und Erweiterungsbauten von Sportanlagen von kantonaler Bedeutung      | Angenommen                                                                                  |
| 6. Mai 2018 | Änderung des Strassengesetzes | Änderung des Strassengesetzes | Angenommen                                                                                  |
| 6. Mai 2018 | Änderung des Gesetzes zur Entwicklung des Tourismus:                                                                                                  | |                                                                                             |
| 6. Mai 2018 | | A. Änderung des Gesetzes zur Entwicklung des Tourismus | Angenommen                                                                                  |
| 6. Mai 2018 | | B. Beschluss über die Gewährung eines Rahmenkredits über 12,5 Millionen Franken für die Jahre 2018–2028 an die Mitfinanzierung von touristischen Kerninfrastrukturen                         | Angenommen mit dem Zusatz, dass die Opfersymmetrie bei der Schuldensanierung zu wahren sei. |

### Landsgemeinde 2017
| Datum       | Titel der Vorlage | Titel der Vorlage | Resultat   |
| ----------- | --- | --- | ---------- |
| 7. Mai 2017 | Festsetzung des Steuerfusses für das Jahr 2018 | Festsetzung des Steuerfusses für das Jahr 2018 | Angenommen |
| 7. Mai 2017 | Änderung des Steuergesetzes | Änderung des Steuergesetzes | Angenommen |
| 7. Mai 2017 | Memorialsantrag «Verbot der Verhüllung des eigenen Gesichts im Kanton Glarus» | Memorialsantrag «Verbot der Verhüllung des eigenen Gesichts im Kanton Glarus» | Abgelehnt  |
| 7. Mai 2017 | Änderung des Einführungsgesetzes zum Bundesgesetz über die Berufsbildung | Änderung des Einführungsgesetzes zum Bundesgesetz über die Berufsbildung | Angenommen |
| 7. Mai 2017 | Gesetz über die politischen Rechte | Gesetz über die politischen Rechte | Angenommen |
| 7. Mai 2017 | Beitrag von maximal 2,2 Millionen Franken an Kandidatur, Organisation und Durchführung des Eidgenössischen Schwing- und Älplerfests 2025 in Mollis (Memorialsantrag Verein Kandidatur ESAF 2025 Glarus+) | Beitrag von maximal 2,2 Millionen Franken an Kandidatur, Organisation und Durchführung des Eidgenössischen Schwing- und Älplerfests 2025 in Mollis (Memorialsantrag Verein Kandidatur ESAF 2025 Glarus+) | Angenommen |
| 7. Mai 2017 | Änderung des Gesetzes über die Gerichtsorganisation des Kantons Glarus (Kantonalisierung des Schlichtungswesen)                                                                                          | Änderung des Gesetzes über die Gerichtsorganisation des Kantons Glarus (Kantonalisierung des Schlichtungswesen)                                                                                          | Angenommen |
| 7. Mai 2017 | Änderung des Raumentwicklungs- und Baugesetzes | Änderung des Raumentwicklungs- und Baugesetzes | Angenommen |

### Landsgemeinde 2016
| Datum       | Titel der Vorlage | Titel der Vorlage | Resultat                                                                      |
| ----------- | --- | --- | ----------------------------------------------------------------------------- |
| 1. Mai 2016 | Festsetzung des Steuerfusses für das Jahr 2017 | Festsetzung des Steuerfusses für das Jahr 2017 | Angenommen                                                                    |
| 1. Mai 2016 | Interkantonale Vereinbarung über die kantonalen Beiträge an die Spitäler zur Finanzierung der ärztlichen Weiterbildung und deren Ausgleich unter den Kantonen | Interkantonale Vereinbarung über die kantonalen Beiträge an die Spitäler zur Finanzierung der ärztlichen Weiterbildung und deren Ausgleich unter den Kantonen | Angenommen                                                                    |
| 1. Mai 2016 | Änderung des Energiegesetzes | Änderung des Energiegesetzes | Angenommen                                                                    |
| 1. Mai 2016 | Änderung des Gesetzes über das Personalwesen | Änderung des Gesetzes über das Personalwesen | Angenommen mit der Änderung, den Vaterschaftsurlaub auf fünf Tage auszubauen. |
| 1. Mai 2016 | Änderung des Polizeigesetzes des Kantons Glarus & Änderung des Gesetzes über den Schutz von Personendaten                                                     | Änderung des Polizeigesetzes des Kantons Glarus & Änderung des Gesetzes über den Schutz von Personendaten                                                     | Angenommen                                                                    |
| 1. Mai 2016 | Beitrag von maximal 1,92 Millionen Franken an die Sanierung des Kunsthauses Glarus                                                                            | Beitrag von maximal 1,92 Millionen Franken an die Sanierung des Kunsthauses Glarus                                                                            | Angenommen                                                                    |
| 1. Mai 2016 | Gesetz über das Kantons- und Gemeindebürgerrecht | Gesetz über das Kantons- und Gemeindebürgerrecht | Angenommen                                                                    |
| 1. Mai 2016 | Gesetz über die Informatik des Kantons Glarus und seiner Gemeinden                                                                                            | Gesetz über die Informatik des Kantons Glarus und seiner Gemeinden                                                                                            | Abgelehnt                                                                     |

### Landsgemeinde 2015
| Datum       | Titel der Vorlage                                                                                                | Titel der Vorlage                                                                                                | Resultat |
| ----------- | --- | --- | --- |
| 3. Mai 2015 | Festsetzung des Steuerfusses für das Jahr 2016                                                                   | Festsetzung des Steuerfusses für das Jahr 2016                                                                   | Angenommen |
| 3. Mai 2015 | Memorialsantrag «zur Abschaffung der Ausnützungsziffer»                                                          | Memorialsantrag «zur Abschaffung der Ausnützungsziffer»                                                          | Abgelehnt |
| 3. Mai 2015 | Änderung des Steuergesetzes                                                                                      | Änderung des Steuergesetzes                                                                                      | Angenommen |
| 3. Mai 2015 | Änderung des Konkordats über Massnahmen gegen Gewalt anlässlich von Sportveranstaltungen (Hooligankonkordat)     | Änderung des Konkordats über Massnahmen gegen Gewalt anlässlich von Sportveranstaltungen (Hooligankonkordat)     | Angenommen |
| 3. Mai 2015 | Einführungsgesetz zum Bundesgesetz über die Krankenversicherung (EG KVG)                                         | Einführungsgesetz zum Bundesgesetz über die Krankenversicherung (EG KVG)                                         | Angenommen |
| 3. Mai 2015 | Änderung des Gesetzes über die öffentliche Sozialhilfe                                                           | Änderung des Gesetzes über die öffentliche Sozialhilfe                                                           | Angenommen |
| 3. Mai 2015 | Änderung des Gesetzes über die Glarner Kantonalbank                                                              | Änderung des Gesetzes über die Glarner Kantonalbank                                                              | Angenommen |
| 3. Mai 2015 | Änderung des Gesetzes über Schule und Bildung (Förderung von Kinderkrippen)                                      | Änderung des Gesetzes über Schule und Bildung (Förderung von Kinderkrippen)                                      | Angenommen |
| 3. Mai 2015 | Effizienzanalyse «light»                                                                                         | Effizienzanalyse «light»                                                                                         | Angenommen |
| 3. Mai 2015 | Änderung des Einführungsgesetzes zum Bundesgesetz über den Wald (Befahren von Waldstrassen)                      | Änderung des Einführungsgesetzes zum Bundesgesetz über den Wald (Befahren von Waldstrassen)                      | Angenommen mit der Änderung, dass Gemeinden Ausnahmen beim Befahren von Waldstrassen zulassen können. Der Absatz über die Zulassung von Fahrten für Agro-Tourismus wird gestrichen. |
| 3. Mai 2015 | Änderung des Landsgemeinde-Beschlusses «Ausbau öffentlicher Verkehr ab Sommer 2014 – Glarner Sprinter stündlich» | Änderung des Landsgemeinde-Beschlusses «Ausbau öffentlicher Verkehr ab Sommer 2014 – Glarner Sprinter stündlich» | Abgelehnt |

### Landsgemeinde 2014
| Datum       | Titel der Vorlage | Titel der Vorlage | Resultat   |
| ----------- | --- | --- | ---------- |
| 4. Mai 2014 | Festsetzung des Steuerfusses für das Jahr 2015                                                                                    | Festsetzung des Steuerfusses für das Jahr 2015                                                                                    | Angenommen |
| 4. Mai 2014 | Änderung des Gesetzes über die Einführung des Schweizerischen Zivilgesetzbuches im Kanton Glarus                                  | Änderung des Gesetzes über die Einführung des Schweizerischen Zivilgesetzbuches im Kanton Glarus                                  | Angenommen |
| 4. Mai 2014 | Änderung des Einführungsgesetzes zum Tierschutz- und zum Tierseuchengesetz; Neuorganisation im Veterinär- und Lebensmittelbereich | Änderung des Einführungsgesetzes zum Tierschutz- und zum Tierseuchengesetz; Neuorganisation im Veterinär- und Lebensmittelbereich | Angenommen |
| 4. Mai 2014 | SBB-Erneuerungsprojekt ATR Glarnerland und Umbau Busbahnhof Glarus; Verpflichtungskredit von total 6,8 Millionen Franken          | SBB-Erneuerungsprojekt ATR Glarnerland und Umbau Busbahnhof Glarus; Verpflichtungskredit von total 6,8 Millionen Franken          | Angenommen |
| 4. Mai 2014 | Änderung des Gesetzes über das Gesundheitswesen & Änderung des Staatshaftungsrechts                                               | Änderung des Gesetzes über das Gesundheitswesen & Änderung des Staatshaftungsrechts                                               | Angenommen |
| 4. Mai 2014 | Ausgleichsbeitrag an die Gemeinden                                                                                                | Ausgleichsbeitrag an die Gemeinden                                                                                                | Angenommen |
| 4. Mai 2014 | Revision Landwirtschaftsgesetz 2014                                                                                               | Revision Landwirtschaftsgesetz 2014                                                                                               | Angenommen |
| 4. Mai 2014 | Verwesentlichung und Flexibilisierung der kantonalen Gesetzgebung; Änderung der Kantonsverfassung und von Gesetzen                | Verwesentlichung und Flexibilisierung der kantonalen Gesetzgebung; Änderung der Kantonsverfassung und von Gesetzen                | Angenommen |
| 4. Mai 2014 | Memorialsantrag „Nutzung der Standseilbahn von Linthal nach Braunwald als einzige Verbindung für jedermann kostenlos“             | Memorialsantrag „Nutzung der Standseilbahn von Linthal nach Braunwald als einzige Verbindung für jedermann kostenlos“             | Abgelehnt  |

### Landsgemeinde 2013
| Datum       | Titel der Vorlage                                            | Titel der Vorlage                                            | Resultat   |
| ----------- | ------------------------------------------------------------ | ------------------------------------------------------------ | ---------- |
| 5. Mai 2013 | Festsetzung des Steuerfusses für das Jahr 2014               | Festsetzung des Steuerfusses für das Jahr 2014               | Angenommen |
| 5. Mai 2013 | Änderung des Steuergesetzes                                  | Änderung des Steuergesetzes                                  | Angenommen |
| 5. Mai 2013 | Memorialsantrag «Mietrechtsverfahren kostenlos»              | Memorialsantrag «Mietrechtsverfahren kostenlos»              | Angenommen |
| 5. Mai 2013 | Änderung des Energiegesetzes                                 | Änderung des Energiegesetzes                                 | Angenommen |
| 5. Mai 2013 | Unvereinbarkeit mit dem Landratsamt:                         |                                                              |            |
| 5. Mai 2013 |                                                              | A. Änderung des Gesetzes über das Personalwesen              | Angenommen |
| 5. Mai 2013 |                                                              | B. Änderung des Gesetzes über Schule und Bildung             | Angenommen |
| 5. Mai 2013 |                                                              | C. Änderung des Gemeindegesetzes                             | Angenommen |
| 5. Mai 2013 | Änderung des Gesetzes über den Brandschutz und die Feuerwehr | Änderung des Gesetzes über den Brandschutz und die Feuerwehr | Angenommen |
| 5. Mai 2013 | Gesetz über den Zivilschutz                                  | Gesetz über den Zivilschutz                                  | Angenommen |
| 5. Mai 2013 | Gesetz über die Standortförderung                            | Gesetz über die Standortförderung                            | Angenommen |
| 5. Mai 2013 | Gesetz über die Handels- und Gewerbetätigkeiten              | Gesetz über die Handels- und Gewerbetätigkeiten              | Angenommen |
| 5. Mai 2013 | Memorialsantrag „Mundart im Kindergarten“                    | Memorialsantrag „Mundart im Kindergarten“                    | Abgelehnt  |

### Landsgemeinde 2012
| Datum       | Titel der Vorlage | Titel der Vorlage | Resultat |
| ----------- | --- | --- | --- |
| 6. Mai 2012 | Festsetzung des Steuerfusses für das Jahr 2014                                                                           | Festsetzung des Steuerfusses für das Jahr 2014                                                                           | Angenommen |
| 6. Mai 2012 | Memorialsantrag „Wiedereinführung der unentgeltlichen Bestattung für Einwohner des Kantons Glarus“                       | Memorialsantrag „Wiedereinführung der unentgeltlichen Bestattung für Einwohner des Kantons Glarus“                       | Abgelehnt |
| 6. Mai 2012 | Änderung des Gesetzes über die Einführung des Schweizerischen Zivilgesetzbuches im Kanton Glarus (Immobiliarsachenrecht) | Änderung des Gesetzes über die Einführung des Schweizerischen Zivilgesetzbuches im Kanton Glarus (Immobiliarsachenrecht) | Angenommen |
| 6. Mai 2012 | Ausbau öffentlicher Verkehr ab Sommer 2014 – Glarner Sprinter stündlich (jährlicher Rahmenkredit von 6,97 Mio. Fr.)      | Ausbau öffentlicher Verkehr ab Sommer 2014 – Glarner Sprinter stündlich (jährlicher Rahmenkredit von 6,97 Mio. Fr.)      | Angenommen |
| 6. Mai 2012 | Beitritt zum Tarifverbund Ostwind                                                                                        | Beitritt zum Tarifverbund Ostwind                                                                                        | Angenommen |
| 6. Mai 2012 | Gesetz über die Ausbildungs- und Schulgeldbeiträge (Stipendiengesetz)                                                    | Gesetz über die Ausbildungs- und Schulgeldbeiträge (Stipendiengesetz)                                                    | Angenommen |
| 6. Mai 2012 | Gesetz über den Bevölkerungsschutz                                                                                       | Gesetz über den Bevölkerungsschutz                                                                                       | Angenommen |
| 6. Mai 2012 | Einführungsgesetz zum Bundesgesetz über die wirtschaftliche Landesversorgung                                             | Einführungsgesetz zum Bundesgesetz über die wirtschaftliche Landesversorgung                                             | Angenommen |
| 6. Mai 2012 | Änderung des Polizeigesetzes des Kantons Glarus                                                                          | Änderung des Polizeigesetzes des Kantons Glarus                                                                          | Angenommen |
| 6. Mai 2012 | Gesetz über die öffentlichen Ruhetage (Ruhetagsgesetz)                                                                   | Gesetz über die öffentlichen Ruhetage (Ruhetagsgesetz)                                                                   | Die Landsgemeinde stimmt dem Antrag von Benjamin Mühlemann zu, der Antrag des Landrates unterliegt.                          |
| 6. Mai 2012 | Änderung des Einführungsgesetzes zum Bundesgesetz über Familienzulagen                                                   | Änderung des Einführungsgesetzes zum Bundesgesetz über Familienzulagen                                                   | Angenommen |
| 6. Mai 2012 | Einführungsgesetz zum Bundesgesetz betreffend die Lotterien und die gewerbsmässigen Wetten                               | Einführungsgesetz zum Bundesgesetz betreffend die Lotterien und die gewerbsmässigen Wetten                               | Angenommen mit dem Zusatz, dass weiterhin die Regierung die Höhe der Anteile bei der Verteilung der Lotteriegelder festlegt. |
| 6. Mai 2012 | Umsetzung neues Kindes- und Erwachsenenschutzrecht                                                                       | Umsetzung neues Kindes- und Erwachsenenschutzrecht                                                                       | Angenommen |
| 6. Mai 2012 | Änderung des Gesetzes über die öffentliche Sozialhilfe                                                                   | Änderung des Gesetzes über die öffentliche Sozialhilfe                                                                   | Angenommen |
| 6. Mai 2012 | Traktandum 17 | Traktandum 17 | Beide Gesetze werden nach intensiver Debatte in abgeänderter Form angenommen.                                                |
| 6. Mai 2012 | | A. Einführungsgesetz zum Tierschutzgesetz und zum Tierseuchengesetz                                                      | Angenommen |
| 6. Mai 2012 | | B. Änderung des Gesetzes über das Gesundheitswesen                                                                       | Angenommen |

### Landsgemeinde 2011
| Datum       | Titel der Vorlage | Titel der Vorlage | Resultat   |
| ----------- | --- | --- | ---------- |
| 1. Mai 2011 | Festsetzung des Steuerfusses für das Jahr 2012 | Festsetzung des Steuerfusses für das Jahr 2012 | Angenommen |
| 1. Mai 2011 | Traktandum 4 | |            |
| 1. Mai 2011 | | A. Änderung des Gesetzes über den Finanzhaushalt des Kantons Glarus und seiner Gemeinden (Finanzkontrolle) | Angenommen |
| 1. Mai 2011 | | B. Änderung des Gesetzes über die Organisation des Regierungsrates und der Verwaltung (Legislaturplanung) | Angenommen |
| 1. Mai 2011 | | C. Änderung des Gemeindegesetzes | Angenommen |
| 1. Mai 2011 | Traktandum 5 | |            |
| 1. Mai 2011 | | A. Beitritt zur Interkantonalen Vereinbarung über die computergestützte Zusammenarbeit der Kantone bei der Aufklärung von Gewaltdelikten (ViCLAS-Konkordat) | Angenommen |
| 1. Mai 2011 | | B. Änderung des Polizeigesetzes des Kantons Glarus | Angenommen |
| 1. Mai 2011 | Traktandum 6 | |            |
| 1. Mai 2011 | | A. Änderung des Gesetzes über die öffentliche Sozialhilfe | Angenommen |
| 1. Mai 2011 | | B. Änderung des Gesetzes über Ergänzungsleistungen zur Alters-, Hinterlassenen- und Invalidenversicherung | Angenommen |
| 1. Mai 2011 | Änderung des Steuergesetzes (Memorialsantrag «Abschaffung der Pauschalbesteuerung für Ausländerinnen und Ausländer») | Änderung des Steuergesetzes (Memorialsantrag «Abschaffung der Pauschalbesteuerung für Ausländerinnen und Ausländer») | Abgelehnt  |
| 1. Mai 2011 | Memorialsantrag „Glarner öV mit integralem Halbstundentakt und Anschluss in Ziegelbrücke ans überregionale Bahnnetz“ (1. Zwillingsmemorialsantrag zum Glarner öV) | Memorialsantrag „Glarner öV mit integralem Halbstundentakt und Anschluss in Ziegelbrücke ans überregionale Bahnnetz“ (1. Zwillingsmemorialsantrag zum Glarner öV) | Abgelehnt  |
| 1. Mai 2011 | Memorialsantrag „Schaffung eines Fonds für Investitionen im öffentlichen Verkehr“ (2. Zwillingsmemorialsantrag zum Glarner öV) | Memorialsantrag „Schaffung eines Fonds für Investitionen im öffentlichen Verkehr“ (2. Zwillingsmemorialsantrag zum Glarner öV) | Abgelehnt  |
| 1. Mai 2011 | Änderung des Gesetzes über die Wahlen und Abstimmungen an der Urne (Memorialsantrag auf Änderung von Art. 13) | Änderung des Gesetzes über die Wahlen und Abstimmungen an der Urne (Memorialsantrag auf Änderung von Art. 13) | Angenommen |
| 1. Mai 2011 | Änderung des Einführungsgesetzes zum Bundesgesetz über die Krankenversicherung (Neuregelung Spitalfinanzierung und Spitalplanung/Nichtentrichten Prämien und Kostenbeteiligungen, Prämienverbilligung direkt an Krankenversicherer/Pflegefinanzierung in Behinderteneinrichtungen) | Änderung des Einführungsgesetzes zum Bundesgesetz über die Krankenversicherung (Neuregelung Spitalfinanzierung und Spitalplanung/Nichtentrichten Prämien und Kostenbeteiligungen, Prämienverbilligung direkt an Krankenversicherer/Pflegefinanzierung in Behinderteneinrichtungen) | Angenommen |
| 1. Mai 2011 | Totalrevision Sozialversicherungserlasse: Vorlage 1: Einführungsgesetz zum Bundesgesetz über die Alters- und Hinterlassenenversicherung Vorlage 2: Einführungsgesetz zum Bundesgesetz über die Invalidenversicherung Vorlage 3: Änderung des Gesetzes über Ergänzungsleistungen zur Alters-, Hinterlassenen- und Invalidenversicherung Vorlage 4: Änderung des Einführungsgesetzes zum Bundesgesetz über Familienzulagen Vorlage 5: Änderung des Gesetzes über Erwerbsersatzleistungen für einkommensschwache Eltern | Totalrevision Sozialversicherungserlasse: Vorlage 1: Einführungsgesetz zum Bundesgesetz über die Alters- und Hinterlassenenversicherung Vorlage 2: Einführungsgesetz zum Bundesgesetz über die Invalidenversicherung Vorlage 3: Änderung des Gesetzes über Ergänzungsleistungen zur Alters-, Hinterlassenen- und Invalidenversicherung Vorlage 4: Änderung des Einführungsgesetzes zum Bundesgesetz über Familienzulagen Vorlage 5: Änderung des Gesetzes über Erwerbsersatzleistungen für einkommensschwache Eltern | Angenommen |
| 1. Mai 2011 | Änderung des Einführungsgesetzes zum Bundesgesetz über den Strassenverkehr (Motorfahrzeugsteuer nach ökologischen Gesichtspunkten) | Änderung des Einführungsgesetzes zum Bundesgesetz über den Strassenverkehr (Motorfahrzeugsteuer nach ökologischen Gesichtspunkten) | Angenommen |

### Landsgemeinde 2010
| Datum       | Titel der Vorlage | Titel der Vorlage | Resultat |
| ----------- | --- | --- | --- |
| 2. Mai 2010 | Festsetzung des Steuerfusses für das Jahr 2010 | Festsetzung des Steuerfusses für das Jahr 2010 | Angenommen |
| 2. Mai 2010 | Änderung der Kantonsverfassung (Mehrheitsprinzip bei interkantonalen Zweckverbänden) | Änderung der Kantonsverfassung (Mehrheitsprinzip bei interkantonalen Zweckverbänden) | Angenommen |
| 2. Mai 2010 | Beteiligung an der Kapitalerhöhung der Kraftwerke Linth-Limmern AG als Bestandteil des Finanzvermögens | Beteiligung an der Kapitalerhöhung der Kraftwerke Linth-Limmern AG als Bestandteil des Finanzvermögens | Angenommen |
| 2. Mai 2010 | Memorialsantrag „Ergänzung der Artikel 60 und 63 des Gemeindegesetzes“ (Erweiterung Befugnisse der Stimmberechtigten an Gemeindeversammlungen) | Memorialsantrag „Ergänzung der Artikel 60 und 63 des Gemeindegesetzes“ (Erweiterung Befugnisse der Stimmberechtigten an Gemeindeversammlungen) | Abgelehnt |
| 2. Mai 2010 | Änderung des Gesetzes über das Gastgewerbe und den Kleinhandel mit gebrannten Wassern (Memorialsanträge „Passivraucherschutz“) | Änderung des Gesetzes über das Gastgewerbe und den Kleinhandel mit gebrannten Wassern (Memorialsanträge „Passivraucherschutz“) | Abgelehnt |
| 2. Mai 2010 | Mehrjahres-Strassenbauprogramm 2010 bis 2019 | Mehrjahres-Strassenbauprogramm 2010 bis 2019 | Angenommen |
| 2. Mai 2010 | A. Änderung der Verfassung des Kantons Glarus und B. Gesetz über die Kantonale Sachversicherung Glarus (Totalrevision) | A. Änderung der Verfassung des Kantons Glarus und B. Gesetz über die Kantonale Sachversicherung Glarus (Totalrevision) | Angenommen |
| 2. Mai 2010 | Änderung des Gesetzes über die öffentliche Sozialhilfe (Behindertenkonzept) | Änderung des Gesetzes über die öffentliche Sozialhilfe (Behindertenkonzept) | Angenommen |
| 2. Mai 2010 | Änderung des Gesetzes über das Kantons- und Gemeindebürgerrecht (Memorialsantrag „Aufhebung Anspruch auf Einbürgerung“) | Änderung des Gesetzes über das Kantons- und Gemeindebürgerrecht (Memorialsantrag „Aufhebung Anspruch auf Einbürgerung“) | Angenommen |
| 2. Mai 2010 | Traktandum 12 | | |
| 2. Mai 2010 | | A. Änderung des Energiegesetzes (Schaffung eines Energiefonds) | Angenommen mit Zusatz des Antrags von Lukas Wunderle: Der Fonds wird mit einem Startkapital von 9 Millionen Schweizer Franken ausgestattet. |
| 2. Mai 2010 | | B. Änderung des Einführungsgesetzes zum Bundesgesetz über den Schutz der Gewässer (Schaffung eines Gewässerrenaturierungsfonds) | Angenommen mit Zusatz des Antrags von Lukas Wunderle: Der Fonds wird mit einem Startkapital von 4 Millionen Schweizer Franken ausgestattet. |
| 2. Mai 2010 | | C. Memorialsantrag „Energieschub für den Kanton Glarus“ | Abgelehnt |
| 2. Mai 2010 | Finanzausgleich und Aufgabenteilung zwischen Kanton und Gemeinden A. Änderung der Verfassung des Kantons Glarus B. Gesetz über den Finanzausgleich zwischen dem Kanton und den Gemeinden (neu) C. Änderung des Steuergesetzes (Aufteilung Staatssteuerertrag) D. Anpassung der kantonalen Gesetzgebung an das Finanzausgleichsgesetz E. Festlegung Steuerfuss Kanton für das Jahr 2011 | Finanzausgleich und Aufgabenteilung zwischen Kanton und Gemeinden A. Änderung der Verfassung des Kantons Glarus B. Gesetz über den Finanzausgleich zwischen dem Kanton und den Gemeinden (neu) C. Änderung des Steuergesetzes (Aufteilung Staatssteuerertrag) D. Anpassung der kantonalen Gesetzgebung an das Finanzausgleichsgesetz E. Festlegung Steuerfuss Kanton für das Jahr 2011 | Angenommen |
| 2. Mai 2010 | Änderung des Steuergesetzes (Memorialsantrag „Vermögenssteuertarif“) | Änderung des Steuergesetzes (Memorialsantrag „Vermögenssteuertarif“) | Der Landrat beantragt der Landsgemeinde, den Memorialsantrag, wonach der Vermögenssteuertarif von 3 auf 2 Promille gesenkt werden soll, abzulehnen und einer Änderung des Steuergesetzes, mit welcher die Dumont-Praxis abgeschafft wird, zuzustimmen. Die Landsgemeinde folgt dem Antrag des Landrates. |
| 2. Mai 2010 | Einführungsgesetz zum Geoinformationsgesetz | Einführungsgesetz zum Geoinformationsgesetz | Angenommen |
| 2. Mai 2010 | Änderung des Einführungsgesetzes zum Bundesgesetz über die Krankenversicherung (Neuordnung Pflegefinanzierung, Vollzug individuelle Prämienverbilligung) | Änderung des Einführungsgesetzes zum Bundesgesetz über die Krankenversicherung (Neuordnung Pflegefinanzierung, Vollzug individuelle Prämienverbilligung) | Angenommen |
| 2. Mai 2010 | Raumentwicklungs- und Baugesetz (Totalrevision) | Raumentwicklungs- und Baugesetz (Totalrevision) | Angenommen |
| 2. Mai 2010 | A. Änderung der Verfassung des Kantons Glarus B. Einführungsgesetz zur Schweizerischen Strafprozessordnung und zur Schweizerischen Jugendstrafprozessordnung (neu) C. Gesetz über die Anpassung des kantonalen Rechts an die Schweizerische Strafprozessordnung und Schweizerische Jugendstrafprozessordnung                                                                           | A. Änderung der Verfassung des Kantons Glarus B. Einführungsgesetz zur Schweizerischen Strafprozessordnung und zur Schweizerischen Jugendstrafprozessordnung (neu) C. Gesetz über die Anpassung des kantonalen Rechts an die Schweizerische Strafprozessordnung und Schweizerische Jugendstrafprozessordnung                                                                           | Angenommen |
| 2. Mai 2010 | A. Änderung der Verfassung des Kantons Glarus B. Einführungsgesetz zur Schweizerischen Zivilprozessordnung (neu) C. Gesetz über die Anpassung des kantonalen Rechts an die Schweizerische Zivilprozessordnung | A. Änderung der Verfassung des Kantons Glarus B. Einführungsgesetz zur Schweizerischen Zivilprozessordnung (neu) C. Gesetz über die Anpassung des kantonalen Rechts an die Schweizerische Zivilprozessordnung | Angenommen |
| 2. Mai 2010 | Memorialsantrag „Die Benutzung aller öffentlichen Verkehrsmittel ist auf dem gesamten Kantonsgebiet kostenlos“ | Memorialsantrag „Die Benutzung aller öffentlichen Verkehrsmittel ist auf dem gesamten Kantonsgebiet kostenlos“ | Abgelehnt |
| 2. Mai 2010 | Memorialsantrag „Einführung des Stimm- und Wahlrechts für Ausländerinnen und Ausländer“ | Memorialsantrag „Einführung des Stimm- und Wahlrechts für Ausländerinnen und Ausländer“ | Abgelehnt |
| 2. Mai 2010 | Memorialsantrag «Wiedereinführung ‹Bürgernutzen› – Es hat Überschüsse zum Verteilen!» | Memorialsantrag «Wiedereinführung ‹Bürgernutzen› – Es hat Überschüsse zum Verteilen!» | Die Landsgemeinde lehnt die Behandlung des als unerheblich erklärten Memorialsantrages ab. |